# ماريو سيتشي غوري
ماريو سيتشي غوري (بالإيطالية: Mario Cecchi Gori)‏‏ (21 مارس 1920 في بريشا - 5 نوفمبر 1993 في روما) منتج أفلام، ورائد أعمال، وشخصية أعمال، وتاجر، وكاتب سيناريو من إيطاليا.

## روابط خارجية
- ماريو سيتشي غوري على موقع IMDb (الإنجليزية)
- ماريو سيتشي غوري على موقع ألو سيني (الفرنسية)
- ماريو سيتشي غوري على موقع أول موفي (الإنجليزية)
- ماريو سيتشي غوري على موقع قاعدة بيانات الأفلام السويدية (السويدية)
- ماريو سيتشي غوري على موقع ديسكوغز (الإنجليزية)
- ماريو سيتشي غوري على موقع قاعدة بيانات الفيلم (الإنجليزية)
- ماريو سيتشي غوري على موقع كينوبويسك (الروسية)